# 裂口女

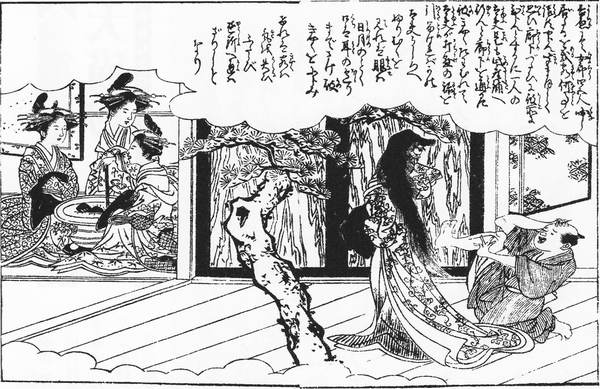
1801年，速水春曉齋在《繪本小夜時雨》上所繪的裂口女

裂口女（日语：口裂け女），或稱裂嘴女，是日本都市傳說中的妖怪。根據較為流行的說法，她是個擁有一頭黑色長髮，皮肤苍白的女性。她常以口罩等物矇着裂口，隨身带着一些利器。
相傳她會在路上問人：「我漂亮嗎？」如果被問者答道：「不漂亮」，那麼她就會以利器殺害之。如果被問者答的是：「漂亮」，那裂口女就會把遮蓋物挪開，露出那無法合攏的嘴縫，然後再問一次。如果被問者是次給出「不漂亮」的回答，那就會被她殺害。如果回答的是「漂亮」，她就會剪開人的嘴，讓之變成跟她一樣的模樣。人們之後創作出不同的逃脫方法，像是向她回答說：「一般般」、以錢和糖果引開她的注意力。

## 傳說內容
相傳裂口女是個因肉刑而令嘴縫無法合攏的女性。她的身世眾說紛紜。一說認為她是曾經有過婚外性行為的妻子。亦有說法認為她是武士的情婦。丈夫為了懲罰她的不忠，而把她的唇角剪開。其他說法則稱她的嘴唇因醫療事故而無法合攏、其他女性因為妒忌她的外表而刻意讓之毀容、她的嘴被鑲滿了尖牙。
根據傳言，她死後化作怨靈，在人面前常以口罩矇着裂口（亦有版本是以扇子或手帕矇着）。裂口女隨身亦帶着一些利器。利器所指的物體因傳言而異——小刀、開山刀、大镰、剪刀各有支持者。之後再在路上問人：「我漂亮嗎？」（私、綺麗？）。如果被問者答道：「不漂亮」，那麼她就會以利器殺害之。如果被問者答的是：「漂亮」，那裂口女就會把遮蓋物挪開，露出那無法合攏的嘴縫。然後再問一次：「現在又如何呢……？」（これでも……？）。如果被問者是次給出「不漂亮」的回答，那就會被她殺害。如果回答的是「漂亮」，她就會剪開人的嘴，讓之變成跟她一樣的模樣。
人們之後創作出不同的逃脫方法。一說指裂口女會在被問者連答兩次「漂亮」後離去。但亦有說法指她會在當晚潛入被問者的住所，把之在睡夢中殺害。此外，被問者可向她回答道：「一般般」，令她猶豫，以爭取時間逃脫；以錢和糖果引開她的注意力也是方法之一。據傳她會花時間把丟在路上的糖果或錢撿走。還有說法指，只要被問者連說「髮蠟」3次，就能退治她。

## 歷史
民俗學家馬修·梅爾（Matthew Meyer）表示，裂口女的傳說可追溯至江户时代。它在17世紀至19世紀期間於日本流傳。
印刷品上的有關記載則可追溯至1979年。當時，《岐阜日日新聞》（1979年1月26日）、《週刊朝日》（1979年3月23日）、《週刊新潮》（1979年4月5日）皆有報導裂口女的傳說。有關謠言令日本陷入一片恐慌，一些家長教師聯誼會因此決定派人伴同學童上學。
歷史學家兼漫画家水木茂把裂口女視為妖怪的一種。曾翻譯過水木茂不少作品的扎克·戴维森認為：「水木把裂口女收錄於《妖怪大全》之時，她的妖怪地位就已得到公認」。

## 流行文化中的裂口女
日本漫畫、動畫、電子遊戲、電影都把裂口女的故事當作題材使用。1994年，吉卜力工作室製作的動畫電影《平成狸合战》上映，裂口女於當中有着一定戲份。2年後，石井照吉執導的真人短篇電影《裂口女》亦於戲院上映。1998年，中田秀夫執導的電影《午夜凶鈴》公開，這部電影提到了裂口女的故事。2007年，白石晃士執導的《裂口女》正式上映，當中由水野美紀飾演裂口女。次年，它的續作《裂口女2》和《裂口女0：開端》相繼公開。裂口女於2012年的電影《裂口女歸來》和網絡漫畫《路人超能100》亦有登場。2023年動畫《咒術迴戰》中亦以假想咒靈的身分登場。
美國電視劇《康斯坦汀：驅魔神探》的製作人員還以裂口女的故事為靈感，創作出電視劇內的角色，讓之在第5集〈巫毒狂舞〉中登場。

## 引用
1. 1 2 3 4 5 6 7 8 9  Meyer, Matthew. . Yokai.com. 2013-05-31  [2019-08-06]. （原始内容存档于2020-05-19）.
2. 1 2 3 4 5 6  Philbrook, Scott (co-host); Burgess, Forrest (co-host); Meyer, Matthew (guest).  (). Astonishing Legends. 2018-10-14  [2019-08-06]. （原始内容存档于2018-10-20）.
3. ↑  Yoshiyuki, Iikura. . Nippon.com. 2019-12-27  [2020-02-18]. （原始内容存档于2019-12-28）.
4. 1 2  Matchar, Emily. . The Atlantic. 2013-10-31  [2019-08-06]. （原始内容存档于2013-10-31）.
5. 1 2 3  Fordy, Tom. . The Telegraph. 2019-03-08  [2019-08-06]. （原始内容存档于2021-05-07）.
6. 1 2 3  Yoda & Alt 2013，第204–206頁.
7. ↑  Harden, Blaine. . The Santa Fe New Mexican (Santa Fe, New Mexico). 2008-10-31: A001  [2020-03-11]. （原始内容存档于2021-05-07）.
8. ↑  Yoda & Alt 2013，第206頁.
9. ↑  Yoda & Alt 2013，第206–207頁.
10. ↑  Dylan Foster 2008，第252頁.
11. ↑  Alverson, Brigid. . Barnes & Noble. 2016-06-16  [2019-08-14]. （原始内容存档于2016-06-19）.
12. 1 2  Lombardi, Linda. . Syfy. 2019-01-07  [2019-08-14]. （原始内容存档于2021-05-07）.
13. 1 2 3  Dylan Foster 2008，第185頁.
14. ↑  Squires, John. . Dread Central. 2016-08-10  [2019-08-06]. （原始内容存档于2021-11-05）.
15. ↑  Martin, Todd. . HorrorNews.net. 2017-07-13  [2019-08-06]. （原始内容存档于2021-11-05）.
16. ↑  Murguía 2016，第176–178頁.
17. ↑  Komatsu, Mikikazu. . Crunchyroll. 2012-06-27  [2019-08-06]. （原始内容存档于2021-11-05）.
18. ↑  Ogawa, Noelle. . Crunchyroll. 2019-01-26  [2019-08-06]. （原始内容存档于2021-11-05）.
19. ↑  . 『週刊少年ジャンプ』公式サイト.   [2023-07-29]. （原始内容存档于2023-03-24）.
20. ↑  Peters, Kylie. . Den of Geek. 2014-11-24  [2020-10-18]. （原始内容存档于2021-11-03）.
21. ↑  Pollard, Andrew. . Starburst Magazine. 2014-12-13  [2020-10-18]. （原始内容存档于2021-11-03）.